# چیکچیلی
چیکچیلی (به ترکی استانبولی: Cikcilli) شهری است در کشور ترکیه که در استان آنتالیا واقع شده‌است. جمعیت این شهر بر اساس سرشماری سال ۲۰۰۸ میلادی ۸٬۸۳۱ نفر و بر اساس برآوردهای سال ۲۰۰۹ میلادی ۹٬۹۶۱ نفر می‌باشد.